# Benoît Bazin

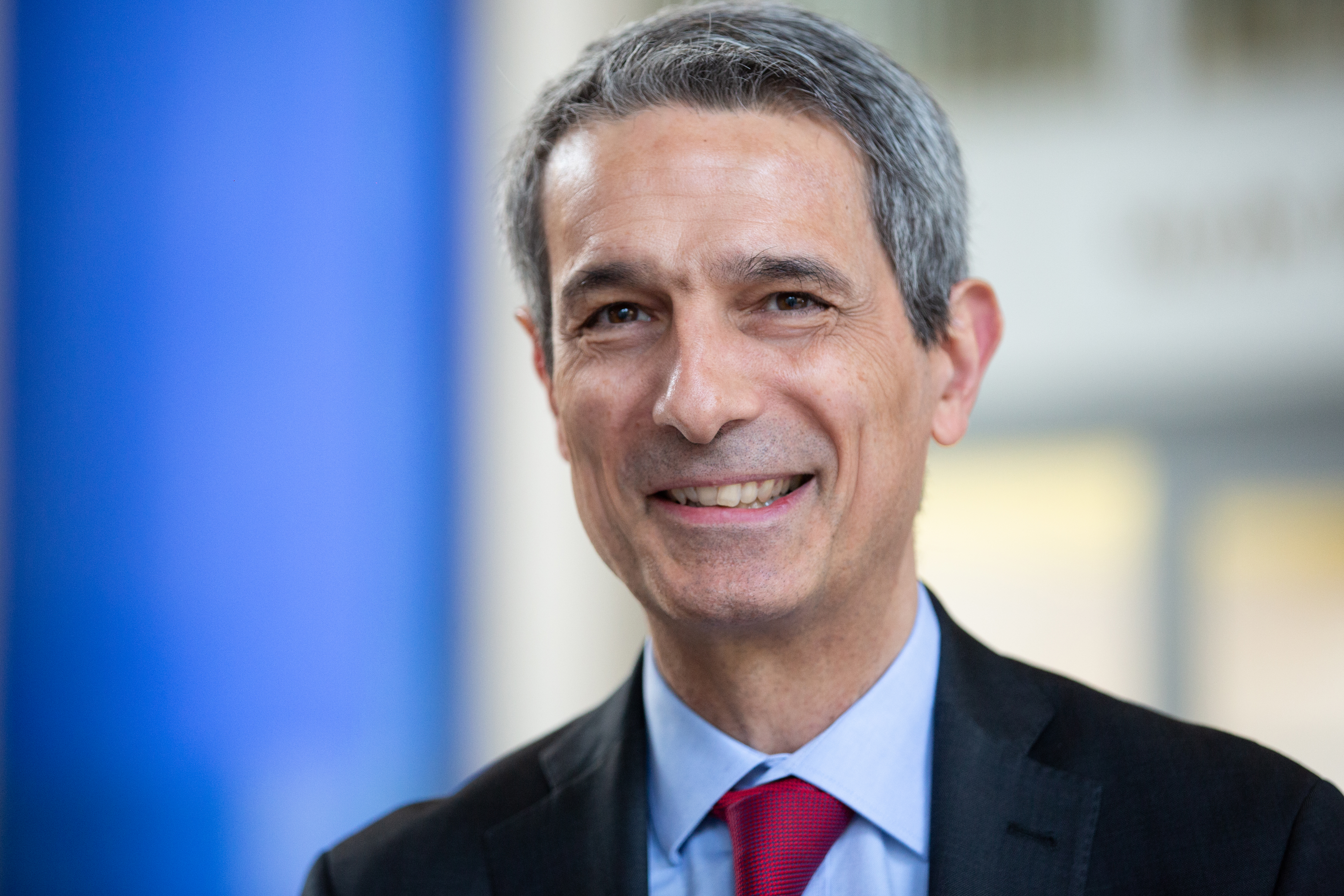
Benoît Bazin

Benoît Jean Louis Bazin (* 29. Dezember 1968 in Boulogne-Billancourt) ist ein französischer Unternehmer und Manager. Er ist seit dem 6. Juni 2024 Chief Executive Officer der Compagnie de Saint-Gobain.

## Leben
Bazin wuchs als Sohn eines Arztes und einer Ärztin auf. Nach Abschluss des Baccalauréats am Malherbe-Gymnasium in Caen und Vorbereitungsklassen am Louis-le-Grand-Gymnasium in Paris begann er 1989 eine Ausbildung an der École polytechnique und später an der École nationale des ponts et chaussées. Bazin erhielt 1994 ein Diplom of Advanced Studies in Wirtschaftswissenschaften am Institut d’études politiques de Paris und 1995 einen Master of Science am Massachusetts Institute of Technology in den USA.
Bazin ist verheiratet und hat eine Tochter. Er ist Vorsitzender des Vereins ProQuartett – Europäisches Zentrum für Kammermusik.

## Werdegang
Bazin fing 1995 im französischen Ministerium für Wirtschaft und Finanzen als Berichterstatter beim Ausschuss für industrielle Umstrukturierung an und arbeitete bis 1999 in verschiedenen Funktionen. Im Jahr 1999 kam er als Planungsdirektor zur Saint-Gobain-Gruppe. Von Mai 2005 bis April 2009 war Bazin Finanzdirektor des Konzerns, im April 2010 wurde er zum Bereichsleiter für Bauprodukte und zum stellvertretenden Geschäftsführer ernannt.
Am 1. Januar 2019 wurde Bazin zum stellvertretenden General Manager von Saint-Gobain berufen. Mit Beschluss der Gesellschafterversammlung im November 2023 löste Bazin im Juni 2024 den damaligen Geschäftsführer Pierre-André de Chalendar ab und wurde neuer CEO der Compagnie de Saint-Gobain.
Bazin ist des Weiteren Direktor des Baukonzerns Vinci S.A., Mitglied des Verwaltungsrates des Cité de l’architecture et du patrimoine und war von Mai 2009 bis März 2017 Direktor von Essilor International.

## Ehrungen
- Französischer Verdienstorden Ordre national du Mérite